# La Chapelle-Anthenaise
La Chapelle-Anthenaise är en kommun i departementet Mayenne i regionen Pays de la Loire i nordvästra Frankrike. Kommunen ligger i kantonen Argentré som tillhör arrondissementet Laval. År 2022 hade La Chapelle-Anthenaise 963 invånare.

## Befolkningsutveckling
Antalet invånare i kommunen La Chapelle-Anthenaise
| Referens: INSEE |